# توميسلاف بركيتش
توميسلاف بركيتش مواليد 9 مارس 1990 في البوسنة والهرسك، هو لاعب كرة مضرب بوسني بدأ مسيرته كمحترف سنة 2006 يلعب باليد اليمنى. أعلى تصنيف له في الفردي كان المركز الـ 212 في سنة 2014. أعلى تصنيف له في الزوجي كان المركز الـ 241 في سنة 2014.

## روابط خارجية
- توميسلاف بركيتش على موقع رابطة محترفي التنس (الإنجليزية)
- توميسلاف بركيتش على موقع الاتحاد الدولي لكرة المضرب (الإنجليزية)
- توميسلاف بركيتش على موقع كأس ديفيز (الإنجليزية)
- توميسلاف بركيتش على موقع خلاصة التنس.كوم (الإنجليزية)